# Cockatoo Valley
Cockatoo Valley är en ort i Australien. Den ligger i kommunen Barossa och delstaten South Australia, omkring 40 kilometer nordost om delstatshuvudstaden Adelaide. Antalet invånare är 481.
Närmaste större samhälle är Gawler, nära Cockatoo Valley. 
Trakten runt Cockatoo Valley består till största delen av jordbruksmark. Runt Cockatoo Valley är det glesbefolkat, med 13 invånare per kvadratkilometer. Genomsnittlig årsnederbörd är 593 millimeter. Den regnigaste månaden är juli, med i genomsnitt 95 mm nederbörd, och den torraste är december, med 13 mm nederbörd.